# Зимова Універсіада 1975
Зимова Універсіада 1975 — VIII зимова Універсіада, пройшла в італійському альпійському місті Лівіньйо в провінції Сондріо з 6 по 13 квітня 1975 року.
Універсіада проводилася як Всесвітній Університетський лижний чемпіонат (англ. World University Ski Championships), так як в програму включені тільки два види спорту: гірські лижі і лижні гонки.

## Медальний залік
| Місце  | Країна         | Золото | Срібло | Бронза | Загалом |
| ------ | -------------- | ------ | ------ | ------ | ------- |
| 1      | СРСР           | 5      | 3      | 3      | 11      |
| 2      | Італія         | 3      | 3      | 6      | 12      |
| 3      | Франція        | 2      | 4      | 1      | 7       |
| 4      | Швейцарія      | 2      | 0      | 0      | 2       |
| 5      | Чехословаччина | 1      | 2      | 1      | 4       |
| 6      | Австрія        | 0      | 1      | 0      | 1       |
| 7      | Польща         | 0      | 0      | 2      | 2       |
| 8      | Ліхтенштейн    | 0      | 0      | 1      | 1       |
| Всього | Всього         | 13     | 13     | 14     | 40      |